# Red generativa adversativa

Las máquinas kernel se utilizan para calcular funciones separables no lineales en una función separable linealmente de mayor dimensión

Las redes generativas adversativas (RGAs), también conocidas como GANs en inglés, son una clase de algoritmos de inteligencia artificial que se utilizan en el aprendizaje no supervisado, implementadas por un sistema de dos redes neuronales que compiten mutuamente en una especie de juego de suma cero. Fueron presentadas por Ian Goodfellow et al. en 2014.
Esta técnica puede generar fotografías que parecen auténticas a observadores humanos. Por ejemplo, una fotografía sintética de un gato que consiga engañar al discriminador (una de las partes funcionales del algoritmo), es probable que lleve a una persona cualquiera a aceptarlo como una fotografía real.

## Método
Una red genera los candidatos y otra los evalúa. Típicamente, la red generativa aprende a asignar elementos de un espacio latente a una distribución de datos determinada, mientras la red discriminativa diferencia entre elementos de la distribución de datos originales y los candidatos producidos por el generador. El objetivo del aprendizaje de la red generativa es aumentar el índice de error de la red discriminativa (o sea, "engañar" a la red discriminativa produciendo nuevos elementos sintéticos que parecen provenir de la distribución de datos auténticos).
En la práctica, un conjunto de datos conocido sirve como el saber de partida para el discriminador. Entrenar al discriminador implica presentarle muestras del conjunto de datos, hasta que logra algún nivel de exactitud. Habitualmente, el generador está "sembrado" con una entrada aleatorizada que se escoge de un espacio latente predefinido (p. ej. una distribución normal multivariante). Después, las muestras sintetizadas por el generador son evaluadas por el discriminador. En ambas redes se aplica la retropropagación, de modo que el generador produce imágenes progresivamente mejores, mientras el discriminador se refina cada vez más a la hora de distinguir esas imágenes sintéticas.  Los generadores son normalmente redes neuronales deconvolucionales, y los discriminadores son redes neuronales convolucionales.
La idea de inferir modelos en un sistema competitivo (modelo versus discriminador) fue propuesta por Li, Gauci y Bruto en 2013. Su método se usa para inferencia conductista. Se denomina Aprendizaje de Turing, puesto que el esquema recuerda mucho al de un Test de Turing.

## Aplicaciones
Las RGAs se han utilizado para producir muestras de imágenes fotorrealistas de diseño industrial, de interiores, de ropa y complementos, o elementos para escenas de juegos de ordenador. Han aparecido informaciones de que Facebook ha llegado a utilizar este tipo de redes. Recientemente, algunas RGAs han generado patrones de movimiento en vídeo.  También se han utilizado para reconstruir modelos 3D a partir de imágenes 2D y para mejorar imágenes astronómicas.
Otro uso muy popular ha sido el de visión nocturna, es decir mejorar notablemente las imágenes con muy poca luz, tal como si fuese luz día https://ieeexplore.ieee.org/stamp/stamp.jsp?arnumber=9027878. También se ha utilizado para realidad aumentada pasando imágenes 2D a 3D https://arxiv.org/pdf/1902.03442.pdf. Simplificando el concepto, esta red neuronal es extremadamente eficiente al momento de "rellenar" la información faltante. Por lo que podría tener una infinidad de aplicaciones fuera de la video analítica. Otro uso que puede tener las GANs son la creación de música con IA. En este caso la red generativa se encarga de crear música. Simultáneamente, la red discriminativa se encarga de discernir entre la música real (ya existente) que se le proporciona y la música "falsa" (aquella que la red generativa intenta generar). De esta manera su uso es exitoso cuando la red discriminativa es incapaz de encontrar diferencias significativas entre la música real y la falsa. De esta manera, el programa recopila información de música de varios géneros  y es capaz de reproducir un estilo de composición de un artista determinado o fusionar dos estilos de música. Un ejemplo sería como en 2021, el quipo de Matthias Röder (director del Karajan Institut de Salzburgo) fue capaz de acabar la Sinfonía n.º 10 de Beethoven, también conocida como "la inacabada" con la ayuda de la IA.